# Cosmologie quantique à boucles
La cosmologie quantique à boucles est une tentative de créer une théorie cosmologique fondée sur la gravitation quantique à boucles. Cette dernière tente d'unifier la théorie de la relativité générale avec la physique quantique en utilisant une quantification canonique directe de la théorie d'Einstein.
En cosmologie quantique à boucles, le Big Bang disparaît et se trouve remplacé par un Big Bounce (un grand rebond). Il n'y a donc plus de singularité primitive dans l'évolution cosmologique.
De plus, plusieurs travaux publiés prévoient que l'inflation cosmique s'y produit de façon naturelle sans ajustement fin. Des résultats récents montrent que la durée de l'inflation peut être également prédite dans ce cadre et est en accord avec les observations actuelles.
Il semble, enfin, que des empreintes observationnelles de ce modèle puissent être décelées dans le fond diffus cosmologique.

## Principaux acteurs
Les deux pères fondateurs de la cosmologie quantique à boucles sont :
- Abhay Ashtekar du Center for Gravitational Physics & Geometry, université d'État de Pennsylvanie (États-Unis) ;
- Martin Bojowald du Center for Gravitational Physics & Geometry, université d'État de Pennsylvanie (États-Unis)

En France, Aurélien Barrau (Grenoble) et Julien Grain (Orsay) travaillent sur ce sujet.

### Ouvrages de vulgarisation
- Martin Bojowald, L'univers en rebond Avant le big-bang, Albin Michel Bibliothèque Sciences, 2011 traduction française du titre original Zurück vor den Urknall,  (ISBN 978-2-226-20880-4).
- Carlo Rovelli, Et si le temps n'existait pas ?, Dunod (2012)
- Carlo Rovelli, What is time? What is space?, Di Renzo Editore (2006), Roma,  (ISBN 88-8323-146-5)
- Lee Smolin, Three roads to quantum gravity, Weidenfeld & Nicholson, Londres, 2000,  (ISBN 0-297-64301-0)
- Aurélien Barrau, Big Bang et au-delà, Dunod, Paris, 2013

### Ouvrages de référence
- Carlo Rovelli, Loop quantum gravity, Living Reviews in Relativity (1997), Institut Max-Planck pour la Gravitation (Potsdam), ISSN 1433-8351.
- Carlo Rovelli, Quantum Gravity, Cambridge University Press (Novembre 2004),  (ISBN 0-521-83733-2).
- Thomas Thiemann, Modern Canonical Quantum General Relativity, Cambridge University Press (à paraître : Septembre 2007),  (ISBN 0-521-84263-8).
- Jorge Pullin & Rodolfo Gambini, Loops, knots, gauge theories & quantum gravity, Cambridge University Press (1998).